# Krzysztof Sitkowski

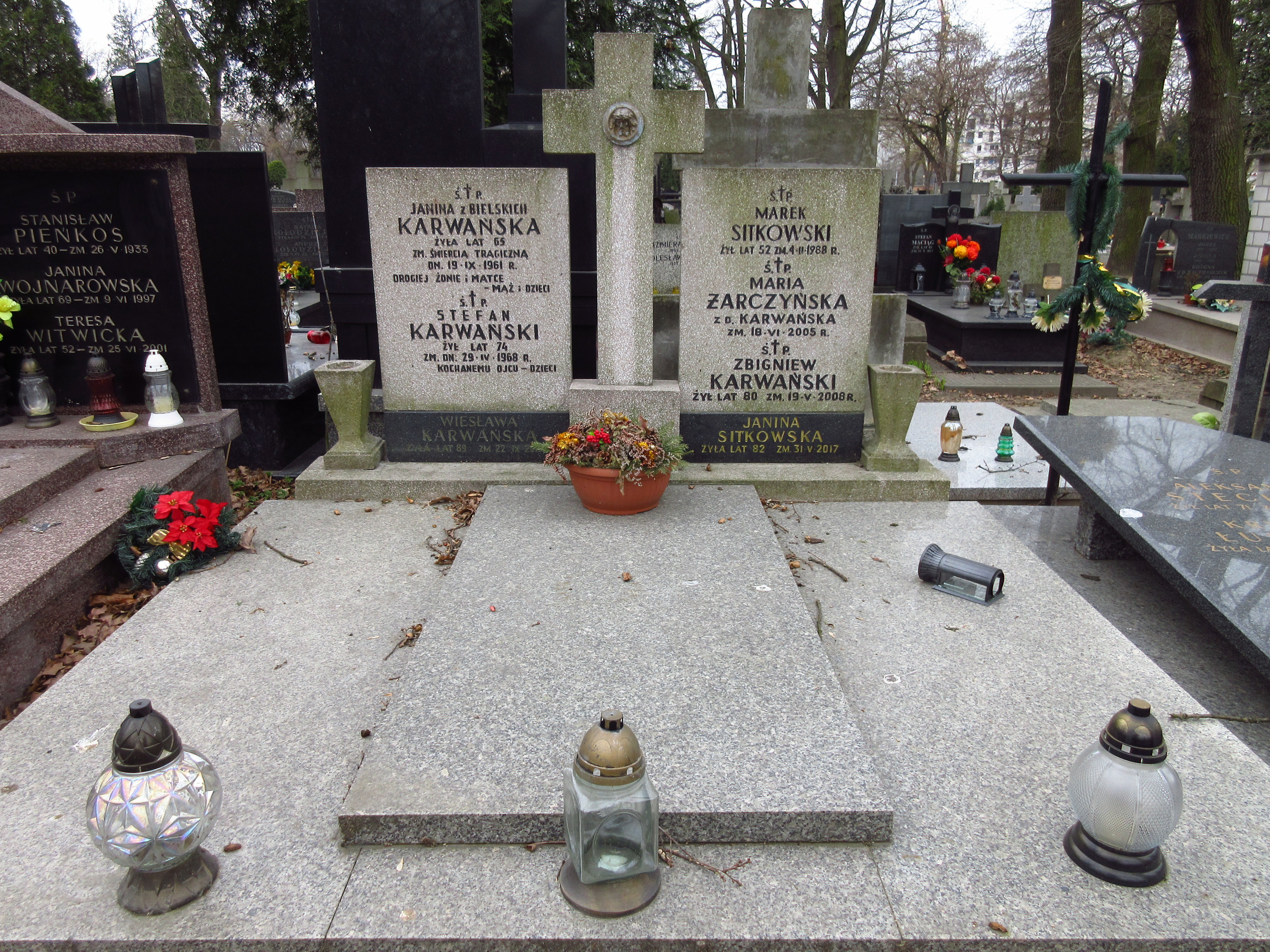
Grób Krzysztofa Marka Sitkowskiego na Cmentarzu Bródnowskim.

Krzysztof Marek Sitkowski (ur. 21 listopada 1935 w Warszawie, zm. 4 lutego 1988 tamże) – polski koszykarz. Reprezentant Polski podczas igrzysk olimpijskich w Rzymie 1960 oraz igrzysk olimpijskich w Tokio 1964. 4 razy grał w ME 1957, 1959, 1961, 1963. W 1963 we Wrocławiu zdobył srebrny medal. 151 razy grał w reprezentacji, zdobył 981 punktów. Po zakończeniu mistrzostw Europy w Stambule został zaliczony do składu najlepszych zawodników turnieju. Odznaczono go srebrnym Medalem za Wybitne Osiągnięcia Sportowe. Pochowany na cmentarzu Bródnowskim w Warszawie (kwatera 22M-1-27).

## Osiągnięcia i wyróżnienia

### Klubowe
- Wicemistrz Polski (1962)
- Brązowy medalista mistrzostw Polski (1955)
- 2-krotny zdobywca Pucharu Polski (1956, 1958)

### Reprezentacja
- Wicemistrz Europy (1963)
- 2-krotny uczestnik Igrzysk Olimpijskich (1960 Rzym, 1964 - Tokio)
- 4-krotny uczestnik mistrzostw Europy (1957, 1959, 1961, 1963)
- Wybrany do składu najlepszych zawodników po zakończeniu mistrzostw Europy w Stambule (1959)